# Vruchtwater

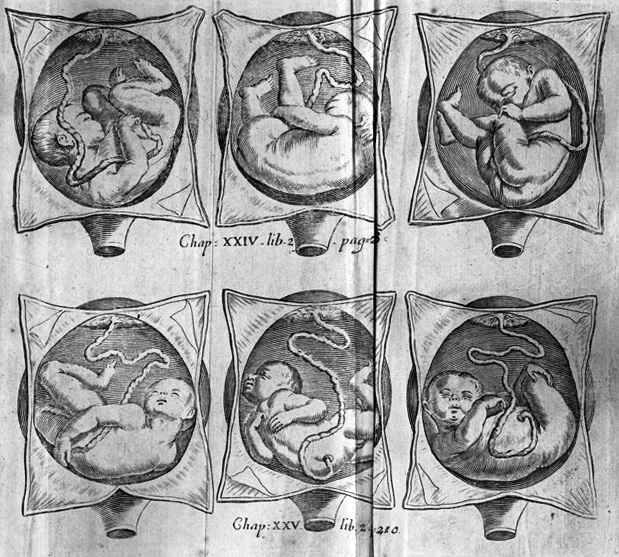
De foetus kan vrij bewegen in het vruchtwater van de baarmoeder

Vruchtwater is het vocht waar een embryo (na het eerste trimester foetus genaamd) in ronddobbert in de baarmoeder. Het geeft het embryo een buffer, zodat het veilig in de buik zit, zonder te veel last te hebben van stoten of duwen in de buik. Het vruchtwater wordt vastgehouden door het vruchtvlies.
Ongeveer twee weken na de bevruchting begint het vruchtwater zich te ontwikkelen. In het tweede trimester kan de foetus in het vruchtwater ook ademhalingsbewegingen maken. De foetus slikt ook vruchtwater in en dit is een van de manieren waarop de hoeveelheid vruchtwater wordt gereguleerd. De foetus plast ook in het vruchtwater. Bij een foetus die niet kan slikken (bijvoorbeeld door een aanlegstoornis van de slokdarm, of bij anencephalie) zal men dan ook te veel vruchtwater vinden. Bij een foetus zonder werkende nieren zal men weinig vruchtwater vinden. De omgekeerde redenering gaat echter niet op: bij veel of weinig vruchtwater is er lang niet altijd sprake van een stoornis.

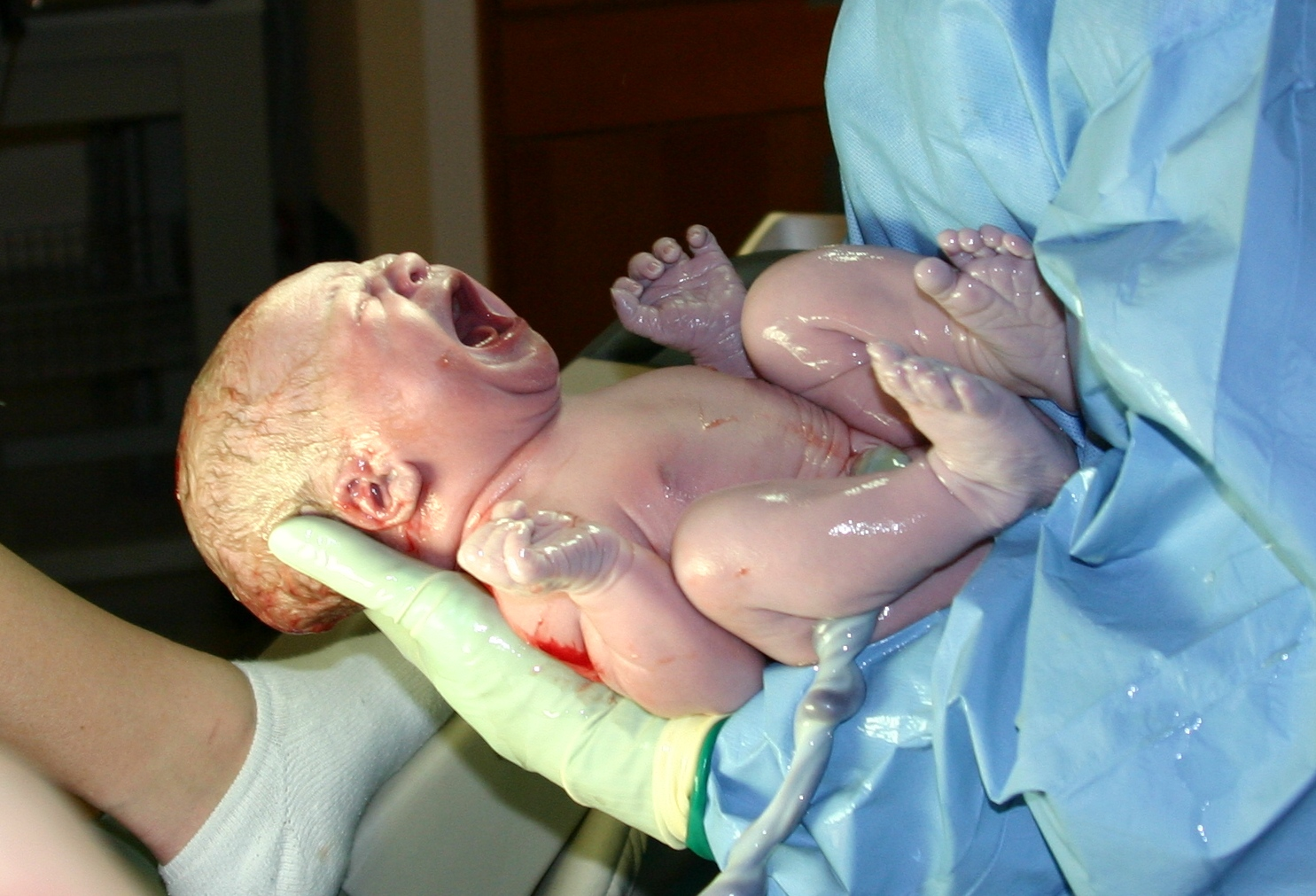
pasgeboren baby die nog nat is van het vruchtwater

Vlak voor de bevalling kan het zogenaamde voorwater uitvloeien, als de vliezen breken. Het meeste vruchtwater blijft dan meestal echter nog in de baarmoeder totdat de baby is geboren, doordat de schedel van de baby de uitgang als een soort stop afsluit.